# Michelhausen
Michelhausen osztrák mezőváros Alsó-Ausztria Tullni járásában. 2022 januárjában 3888 lakosa volt. 

## Elhelyezkedése

Michelhausen a Tullni járásban

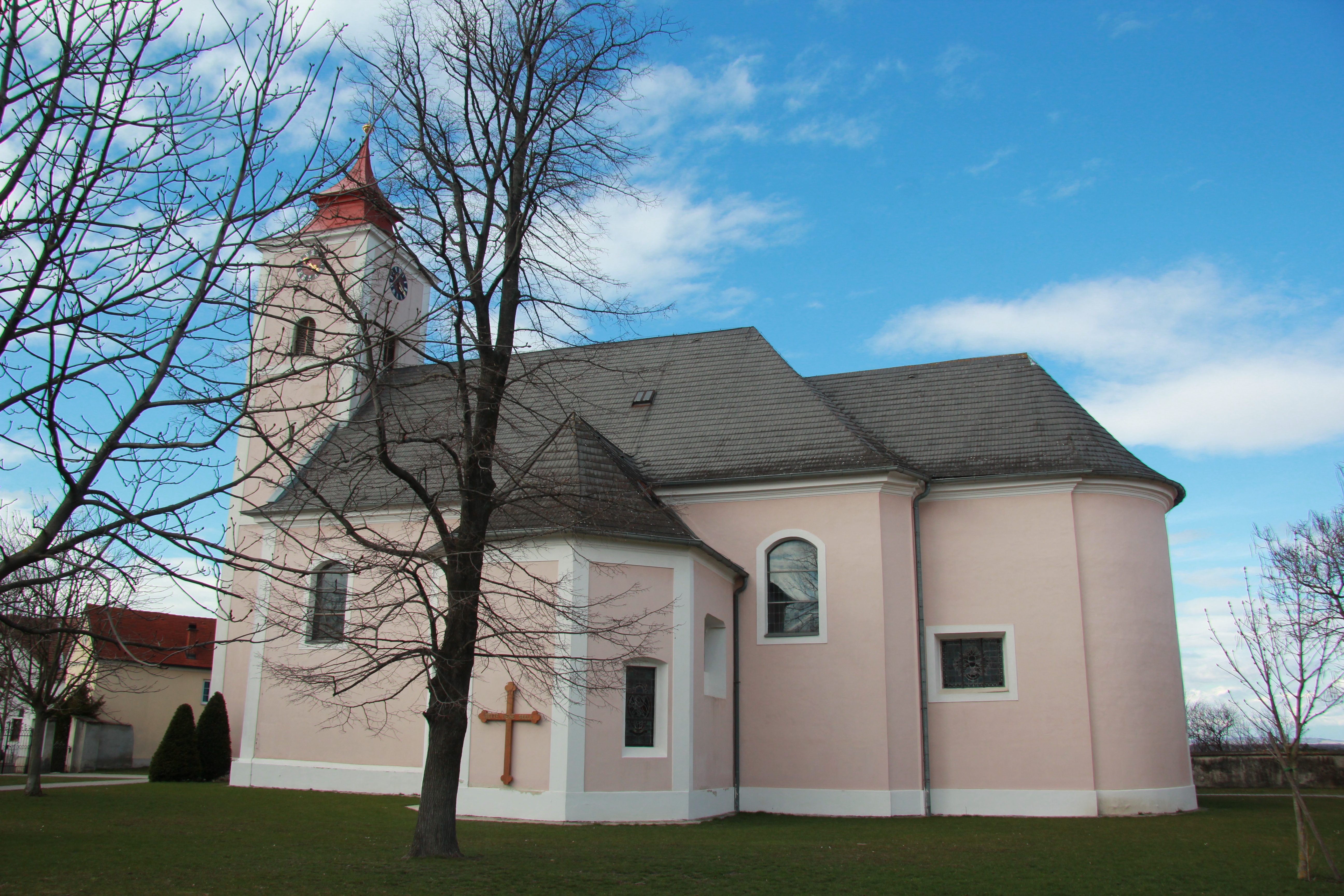
A Szt. Péter és Pál-plébániatemplom

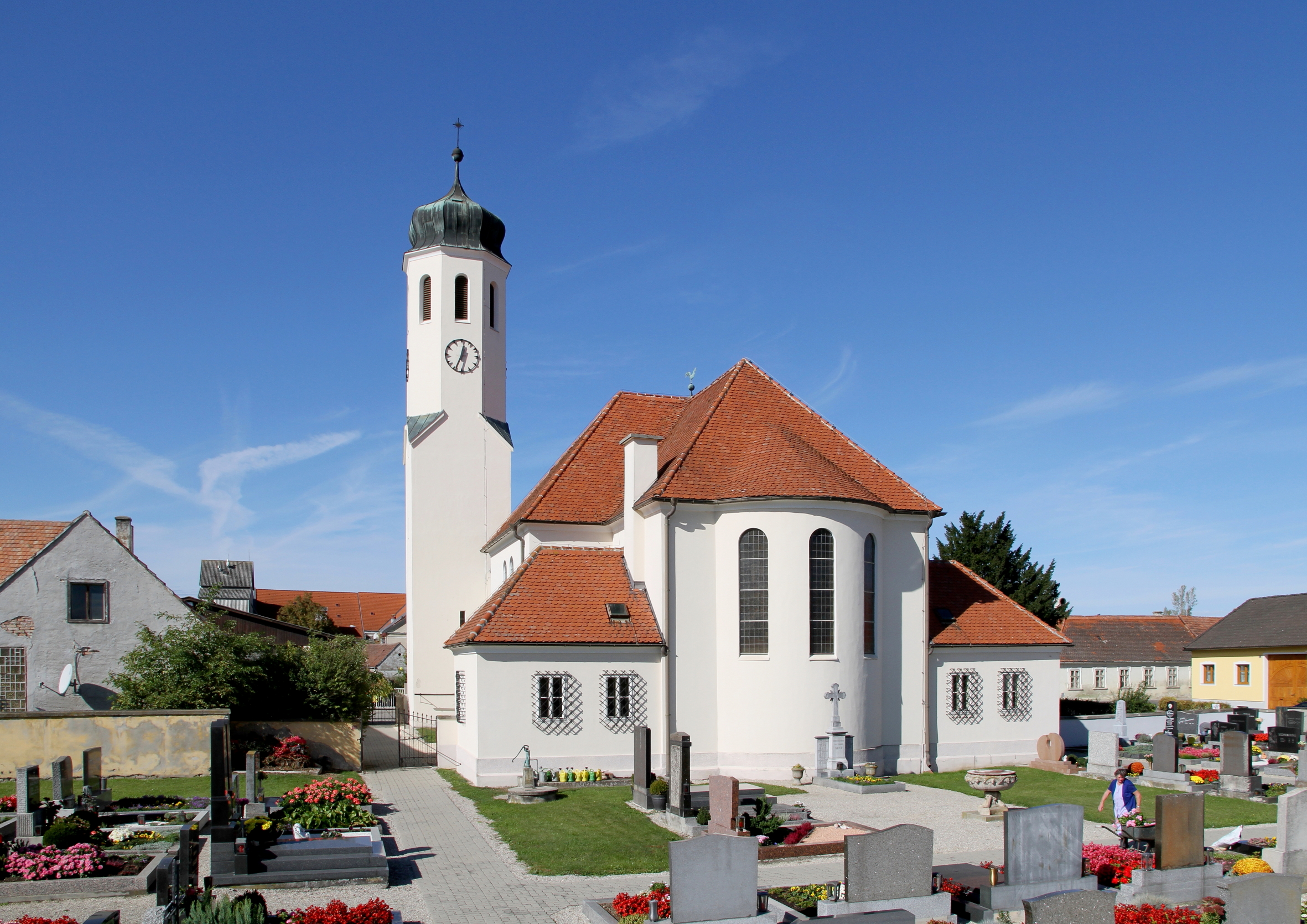
A Szt. Márton-plébániatemplom

Michelhausen a tartomány Mostviertel régiójában fekszik a Tullni-medence déli részén. Északnyugati határát a Perschling, a Duna jobb mellékfolyója alkotja. Területének 9,3%-a erdő, 73,8% áll mezőgazdasági művelés alatt. Az önkormányzat 8 települést egyesít: Atzelsdorf (348 lakos 2022-ben), Michelhausen (1324), Michelndorf (267), Mitterndorf (229), Pixendorf (945), Rust im Tullnerfeld (477), Spital (109) és Streithofen (189).
A környező önkormányzatok: délnyugatra Würmla, nyugatra Atzenbrugg, északra Zwentendorf an der Donau, északkeletre Langenrohr, keletre Judenau-Baumgarten, délkeletre Sieghartskirchen, délre Asperhofen.

## Története
Michelhausen templomának első, bizonytalan említése (ecclesia in loco Bersnicka – templom Perschling helyén) 834-ből származik, a regensburgi apátság évkönyvében. Michelhausen, Acellendorf (Atzelsdorf), Possendorf (Pixendorf), Spital, Mitterndorf és Michelndorf falvak biztosan először 1252-ben szerepelnek egy oklevélben, amikor Albert regensburgi püspök ígéretet tett II. Ottokár cseh királynak birtokai visszaszolgáltatására. Streithofen 1112-ben jelenik meg egy oklevélben, amikor Ulrich passaui püspök a falut a St. Georgen kolostorának adományozta. 
Bécs 1529-es és 1683-as török ostromakor a települést a portyázó törökök kifosztották. 1579-ben akkori tulajdonosa, Helmhard Jörger protestáns prédikátort hozatott Michelhausenbe. 1679-ben pestisjárvány dúlt a faluban, 1781-ben és 1806-ban pedig jelentős részét tűzvész pusztította el. 
1972-ben az addig önálló Michelhausen és Rust községeket egyesítették. Az önkormányzatot 1974-ben mezővárosi rangra emelték. 

## Lakosság
A michelhauseni önkormányzat területén 2022 januárjában 3888 fő élt. A lakosságszám 1961 óta gyarapodó tendenciát mutat. 2020-ban az ittlakók 88,3%-a volt osztrák állampolgár; a külföldiek közül 2,6% a régi (2004 előtti), 5,4% az új EU-tagállamokból érkezett. 2% az egykori Jugoszlávia (Szlovénia és Horvátország nélkül) vagy Törökország, 1,7% egyéb országok polgára volt. 2001-ben a lakosok 89,6%-a római katolikusnak, 1,2% evangélikusnak, 2% mohamedánnak, 4,2% pedig felekezeten kívülinek vallotta magát. Ugyanekkor 22 magyar élt a mezővárosban; a legnagyobb nemzetiségi csoportokat a németek (92,6%) mellett a szerbek és a törökök alkották 1-1%-kal.
A népesség változása:

| 2016 | 2 849 |
| 2018 | 3 113 |

## Látnivalók
- a michelhauseni Szt. Péter és Pál-plébániatemplom
- a rusti Szt. Márton-plébániatemplom
- a Leopold Figl-múzeum

## Híres michelhauseniek
- Leopold Figl (1902–1965) politikus, Ausztria első szövetségi kancellárja a második világháború után

## Fordítás
- Ez a szócikk részben vagy egészben  a   Michelhausen című német Wikipédia-szócikk ezen változatának fordításán alapul.  Az eredeti cikk szerkesztőit annak laptörténete sorolja fel. Ez a jelzés csupán a megfogalmazás eredetét és a szerzői jogokat jelzi, nem szolgál a cikkben szereplő információk forrásmegjelöléseként.